# Тум-балалайка
Ту́м-балала́йка (на идиш טום־באַלאַלײַקע) — одна из любимых и широко известных песен из фольклора восточноевропейских евреев (ашкеназов) на идиш. Получила широкую известность в таких странах как Польша, Украина, Белоруссия, Молдавия, Россия, а также Израиль и США. Всемирную популярность песня приобрела после появления записи Сестёр Берри.
Народные варианты песни существовали уже давно, но текст (загадки в песне, например: «что выше дома? — труба», «кто проворней мыши? — кошка» и т. д.) — был весьма разнообразным.
Впервые опубликована лишь в 1940 году (в США). В ставшей популярной записи сестёр Бэрри автором песни указан композитор еврейского театра Абрам (Эйб) Элстайн (1907—1963).
В переводе на польский язык (пол. Czumbalalajka) песню исполняла Халина Куницкая. Среди современных известных исполнителей можно отметить Карстена Тройке. Версия в стиле метал в исполнении группы Gevolt была включена в альбом  AlefBase (март 2011)

## Текст и перевод
| Текст на идиш | Транслитерация | Дословный перевод | Стихотворный перевод |  |
| --- | --- | --- | --- |  |
| שטײט אַ בחור און ער טראַכט, (אָדער: שטײט אַ בחור, שטײט און טראַכט) טראַכט און טראַכט אַ גאַנצע נאַכט: וועמען צו נעמען און ניט פֿאַרשעמען, ?וועמען צו נעמען און ניט פֿאַרשעמען רעפֿרען: טום־באַלאַ, טום־באַלאַ, טום־באַלאַלײַקע טום־באַלאַלײַקע, שפּיל באַלאַלײַקע, טום־באַלאַלײַקע, פֿרײלעך זאָל זײַן! (אָדער: שפּיל באַלאַלײַקע, פֿרײלעך זאָל זײַן!) מײדל, מײדל, כ'װיל בײַ דיר פֿרעגן: װאָס קען װאַקסן, װאַקסן אָן רעגן? װאָס קען ברענען און ניט אױפֿהערן? װאָס קען בענקען, װײנען אָן טרערן? טום־באַלאַלײַ, טום־באַלאַלײַ… נאַרישער בחור,צו װאָס דאַרפֿסטו פֿרעגן? אַ שטיין קען װאַקסן, װאַקסן אָן רעגן, ליבע קען ברענען און ניט אױפֿהערן, אַ האַרץ קען בענקען, װײנען אָן טרערן! טום־באַלאַלײַ, טום־באַלאַלײַ… װאָס איז העכער פֿון אַ הױז? װאָס איז פֿלינקער פֿון אַ מױז? װאָס איז טיפֿער פֿון אַ קװאַל? װאָס איז ביטער, ביטערער װי גאַל? טום־באַלאַלײַ, טום־באַלאַלײַ… אַ קױמען איז העכער פֿון אַ הױז, אַ קאַץ איז פֿלינקער פֿון אַ מױז, די תּורה איז טיפֿער פֿון אַ קװאַל, דער טױט איז ביטער, ביטערער װי גאַל! טום־באַלאַלײַ, טום־באַלאַלײַ… | Штэйт а бохэр, ун эр трахт, (Или: Штэйт а бохэр, штэйт ун трахт) Трахт ун трахт а ганцэ нахт: Вэмэн цу нэмэн ун нит фаршэмэн, Вэмэн цу нэмэн ун нит фаршэмэн? Припев: Тум бала, тум бала, тум балалайкэ Тум бала, тум бала, тум балала Тум балалайкэ шпил балалайкэ (или наоборот) Тум балалайкэ, фрэйлех зол зайн! (Или: Шпил балалайкэ, фрэйлех зол зайн!) Мэйдл, мэйдл, х’вил ба дир фрэгн: Вос кэн ваксн, ваксн он рэгн? Вос кэн брэнэн ун нит уфhэрн? Вос кэн бэйнкен, вэйнэн он трэрн? (Припев.) Наришэр бохэр, цу вос дарфсту фрэгн? А штэйн кэн ваксн, ваксн он рэгн, Либэ кэн брэнэн ун нит уфhэрн, А hарц кэн бэйнкен, вэйнэн он трэрн! (Припев.) Вос из hэхэр фун а hойз? Вос из флинкэр фун а мойз? Вос из тифэр фун а квал? Вос из битэр, битэрэр ви гал? (Припев.) А коймэн из hэхэр фун а hойз, А кац из флинкэр фун а мойз, Ди тойрэ из тифэр фун а квал, Дэр тойт из битэр, битэрэр ви гал! (Припев.) | Молодой парень стоит и он думает, (Или: Молодой парень стоит, стоит и думает) Думает и думает целую ночь: Кого взять и не стыдиться, Кого взять и не стыдиться? Припев: Шуми бала, греми бала, звучи балалайка шуми бала, греми бала, звучи балалайка Звучи балалайка, играй балалайка (или наоборот) Играй балалайка, весело пусть! Девушка, девушка, я хочу у тебя спросить: Что может расти, расти без дождя? Что может пылать и не переставать? Что может тосковать, плакать без слёз? (Припев.) Глупый парень, для чего тебе спрашивать? Камень может расти, расти без дождя, Любовь может пылать и никогда не переставать, Сердце может тосковать, плакать без слёз! (Припев.) Что выше, чем дом? Что быстрее, чем мышь? Что глубже, чем источник? Что горькое, более горькое, чем жёлчь? (Припев.) Труба выше чем дом, Кошка быстрее, чем мышь, Закон (Тора) глубже, чем источник, Смерть горькая, более горькая, чем жёлчь! (Припев.) | Думает парень ночь напролёт, Ту ли девчонку в жёны берёт. Можно влюбиться и ошибиться… Ах, если б всю правду знать наперёд! Припев: Тум-бала, тум-бала, тум-балалайка, Тум-бала, тум-бала, смейся и пой! Тум-балалайка, сердцу сыграй-ка, Пусть веселится вместе с тобой! Слушай, девчонка, ты мне ответь: Что может вечно, вечно гореть? Что без дождя растёт и в мороз? Что может плакать, плакать без слёз? Парень, тебе я скажу не шутя: Камень растёт без тепла и дождя, Вечно гореть любви суждено, Плакать без слёз может сердце одно!               |  |
| Стихотворный перевод (О. Аникиной) | Стихотворный перевод | Стихотворный перевод | Стихотворный перевод |  |
| Парень над думкой бьётся опять, Как бы жениться не прогадать Много на свете девушек встретил — Где ж моё счастье, вот бы понять. Припев: Тум-бала тум-бала тум-балалайка, Тум-бала тум-бала тум-балала. Трень балалайка, брень балалайка, Вот, балалайка, такие дела. Милая, дай ответ на вопрос: Что нас согреет в лютый мороз? Что без дождя в душе расцветает? Что пред тобою плачет без слёз? Как это просто, глупенький мой: Греет любовь холодной зимой, Сердце пусть плачет, но это не значит, Что я твоею стану женой. (Припев.) Парень над думкой бьётся опять, Как бы жениться не прогадать Много на свете девушек встретил — Где ж моё счастье, вот бы понять. (Припев.) | Парень не спит э-э-ту ночь, Сон от себя го-о-нит прочь: На ком жениться, не ошибиться, На ком жениться, не ошибиться. Припев: Тум-бала, тум-бала, тум-балалайка, Эх, балалайка, нам подыграй-ка, Весело будет, фрейлэх зол зайн! Девушка милая, ты мне ответь: Что бесконечно может гореть? Что же растет без дождя и без гроз? Что же тоскует, плачет без слёз? (Припев.) Глупый ты парень, — она говорит, — Только любовь бесконечно горит, Камень растет без дождя и без гроз, Сердце тоскует и плачет без слёз. (Припев.) | Думает парень ночь напролёт, Ту ли девчонку в жёны берёт. Можно влюбиться и ошибиться… Ах, если б всю правду знать наперёд! Припев: Тумбала, тум-бала, тум-балалайка Тум-бала, тум-бала, смейся и пой! Тум-балалайка, сердцу сыграй-ка Пусть веселится вместе с тобой! Слушай, девчонка, ты мне ответь: Что может вечно, вечно гореть? Что без дождя растёт и в мороз? Что может плакать, плакать без слёз? (Припев.) Парень, тебе я скажу не шутя: Камень растёт без тепла и дождя, Вечно гореть любви суждено, Плакать без слёз может сердце одно! (Припев.) Что в домах повыше крыш? Кто быстрей, быстрей, чем мышь? Что глубже колодца можно найти? Горечью желчь может что превзойти? (Припев.) Трубы в домах повыше крыш, Кошка быстрей, быстрей, чем мышь. Глубже колодца закон глубиной, Горечью желчь меньше смерти одной. | Парень в сомнениях дни напролёт, Нет аппетита и сон не берёт. Думает парень, как бы влюбиться, Как бы влюбиться, чтоб не ошибиться. Припев: Тум-бала-ла, тум-бала-ла, тум-балалайка. Эй, балалайка, громче играй-ка, Пусть будет весело, весело всем. Девушки, девушки, парень не знает, Что без дождя произрастает, Что без огня горит, не сгорает, Что может плакать, слёз не утирает. (Припев.) Глупый парнишка, смешное сомненье: Камень без дождика — это растенье, Тот, кто полюбит, горит — не сгорает, Сердце заплачет — слёз не утирает. (Припев.) |  |
| | | | |  |

## О тексте песни
В песне парень задаёт девушке вопросы (загадки), а та, в свою очередь, отвечает на них. Загадки традиционно ассоциируются с любовью и ухаживанием. Есть два типа еврейских песен, основанных на загадке: первым является последовательность задач, например, детская песня «דו מיידעלע דו פיינס» («Ду, мэйдл, ду, файнс…» — «Девушка ты, красивая ты…»); вторым типом является замена на головоломки («א חתן האט געוואלט זיין כלה אויסקלערן», проверка невесты), эти стихи соответствуют англо-шотландским балладам. Две головоломки из песни «Ду, мэйдл, ду, файнс…»: «где вода без рыбы? — вода прудов не имеет рыбы»; «что глубже родника? — Тора глубже родника». Некоторые исследователи высказывают мнение, что девушка не даёт приемлемого ответа на первый вопрос в песне «Тум-балалайка»: что может расти без дождя? — камень может расти без дождя. Вместо этого предлагается версия, которая на вопрос «что может расти без дождя?» дает такие ответы: «האָר» (hor, волос) или «פארשטיין קען וואקסן אָן רעגן» («Farstein кэн ваксн, ваксн он рэгн», «понимание может расти без дождя»).